# Eugen Austrijski
Nadvojvoda Eugen Ferdinand Pius Bernhard Felix Maria od Austrije (Gross Seelowitz, 21. svibnja 1863. – Merano, 30. prosinca 1954.) je bio austrougarski nadvojvoda, feldmaršal i vojni zapovjednik. Tijekom Prvog svjetskog rata zapovijedao je 5. armijom i Balkanskom vojskom na Balkanskom, te Jugozapadnim frontom na Talijanskom bojištu.   

## Vojna karijera
Nadvojvoda Eugen Austrijski je rođen 21. svibnja 1863. u Gross Seelowitzu. Sin je nadvojvode Karla Ferdinanda i nadvojvotkinje Elizabete. Inače, stariji Eugeonov brat nadvojvoda Fridrik bio je tijekom većeg dijela Prvog svjetskog rata vrhovni zapovjednik austrougarske vojske.
Eugen je nakon završetka osnovne škole u Beču, sukladno obiteljskoj tradiciji, s 14 godina i činom poručnika pristupio tirolskoj carskoj pukovniji. Od 1881. služi u 2. i 5. husarskoj pukovniji, dok od 1883. pohađa Vojnu akademiju u Beču. Nakon završetka vojne akademije 1885. godine služi kao stožerni časnik u Glavnom stožeru, te je unaprijeđen u satnika. Od 1887. ponovno služi u 5. husarskoj pukovniji, da bi iduće 1888. godine bio premješten u 100. pješačku pukovniju pri čemu je u listopadu promaknut u čin bojnika. Godine 1889. postaje zapovjednikom 100. pješačke pukovnije kojom zapovijeda do 1891. kada preuzima zapovjedništvo nad 15. husarskom pukovnijom. U međuvremenu je, u travnju 1890., unaprijeđen u čin pukovnika.
U listopadu 1893. Eugen je promaknut u čin general bojnika, te postaje zapovjednikom 9. pješačke brigade kojom zapovijeda do 1896. kada preuzima zapovjedništvo nad 25. pješačkom divizijom sa sjedištem u Beču. U travnju te godine unaprijeđen je u čin podmaršala. Godine 1900. postaje zapovjednikom XIV. korpusa sa sjedištem u Innsbrucku pod čijom je nadležnošću bila cjelokupna obrana Tirola. Ubrzo nakon tog imenovanja, u travnju 1901., promaknut je u čin generala konjice. Eugen je XIV. korpusom zapovijedao do 1908. kada postaje glavnim vojnim inspektorom za Tirol. Navedenu dužnost obavljao je do 1911. kada se zbog zdravstvenih razloga umirovljuje.

## Prvi svjetski rat
Na početku Prvog svjetskog rata Eugen je reaktiviran, te mu je dodijeljena relativno nevažna dužnost pokrovitelja dobrovoljačkih socijalnih udruga. Navedenu dužnost obavljao je do prosinca 1914. kada postaje zapovjednikom 5. armije i Balkanske vojske zamijenivši na tom mjestu neuspješnog Oskara Potioreka. Zajedno sa svojim načelnikom stožera Alfredom Kraussom Eugen je nakon preuzimanja zapovjedništva uspio reorganizirati porazima snažno uzdrmanu 5. armiju.
Nakon ulaska Italije u rat na strani Antante Eugen postaje zapovjednikom Jugozapadnog fronta sa sjedištem u Marburgu. Istodobno je promaknut u čin general pukovnika. Kao zapovjednik Jugozapadnog fronta Eugen je zapovijedao bojištem koje se protezalo od švicarske granice do Jadranskog mora, te mu je glavni zadatak bila obrana carstva od brojčano nadmoćne talijanske vojske. Za vrijeme prvih bitaka na Soči Eugen je neprestano održavao sastanke s podređenim zapovjednicima, te bodrio vojnike na bojištu čime je stekao veliku popularnost među vojnicima.
U travnju 1916. Eugen postaje zapovjednikom Grupe armija Eugen koja se sastojala od 11. armije kojom je zapovijedao Viktor Dankl i 3. armije pod zapovjedništvom Hermanna Kövessa. Zapovijedajući navedenom grupom armija Eugen sudjeluje u Tirolskoj ofenzivi koja je u početku imala uspjeha, ali je nakon toga morala biti zaustavljena, između ostalog, i zbog uspješne Brusilovljeve ofenzive na Istočnom bojištu. Idućih mjeseci Eugen je morao zbog loše situacije na Istočnom i Sočanskom bojištu još više oslabiti svoj dio bojišta tako da je njegov dio fronta ostao gotovo bez pričuve. Usprkos tome, Eugen nikada nije razmatrao da povuče dio svojih snaga kako bi skratio linju fronte u Tirolu.
Nakon stupanja Karla I. na austrougarsko prijestolje Eugen je 23. studenog 1916. promaknut u čin feldmaršala. U ožujku 1917. ponovno je preuzeo zapovjendištvo nad Jugozapadnim frontom, te sudjeluje u pripremi Kobaridske ofenzive. Nakon navedene uspješne ofenzive Eugen je 18. prosinca 1917. umirovljen. 

## Poslije rata
Nakon završetka rata Eugen je protjeran iz Austrije sukladno zakonu koji je zabranjivao svim pripadnicima obitelji Habsburg boravak u Austriji. Nastanio se u Švicarskoj gdje je živio najprije u Luzernu, te nakon toga u Baselu. Godine 1934. dopušten mu je povratak u Austriju, te se nastanio u samostanu teutonskog reda u Gumpoldskirchenu u blizini Beča. Iako nije vjerovao u restauraciju monarhije, sudjelovao je u monarhističkim skupovima i sastancima veteranskih udruga. Nakon Anschlussa Eugen je iznajmio kuću u Hietzingu u kojoj je živio tijekom Drugog svjetskog rata. Pred kraj rata prebjegao je u Tirol gdje su mu francuske okupacijske snage osigurale boravak u vili u Iglsu.
Preminuo je 30. prosinca 1954. godine u 91. godini života u Meranu. Pokopan je 6. siječnja 1955. u katedrali St. Jakobskirche u Innsbrucku. 

## Vanjske poveznice
(eng.) Eugen Austrijski na stranici Firstworldwar.com

(eng.) Eugen Austrijski na stranici Austro-Hungarian-Army.co.uk

(eng.) Eugen Austrijski na stranici Oocities.org

(njem.) Eugen Austrijski na stranici Weltkriege.at
| Prethodnik:        | Zapovjednik 5. armije Eugen Austrijski | Nasljednik:        |
| Liborius von Frank | Zapovjednik 5. armije Eugen Austrijski | Svetozar Borojević |